# Sẻ núi

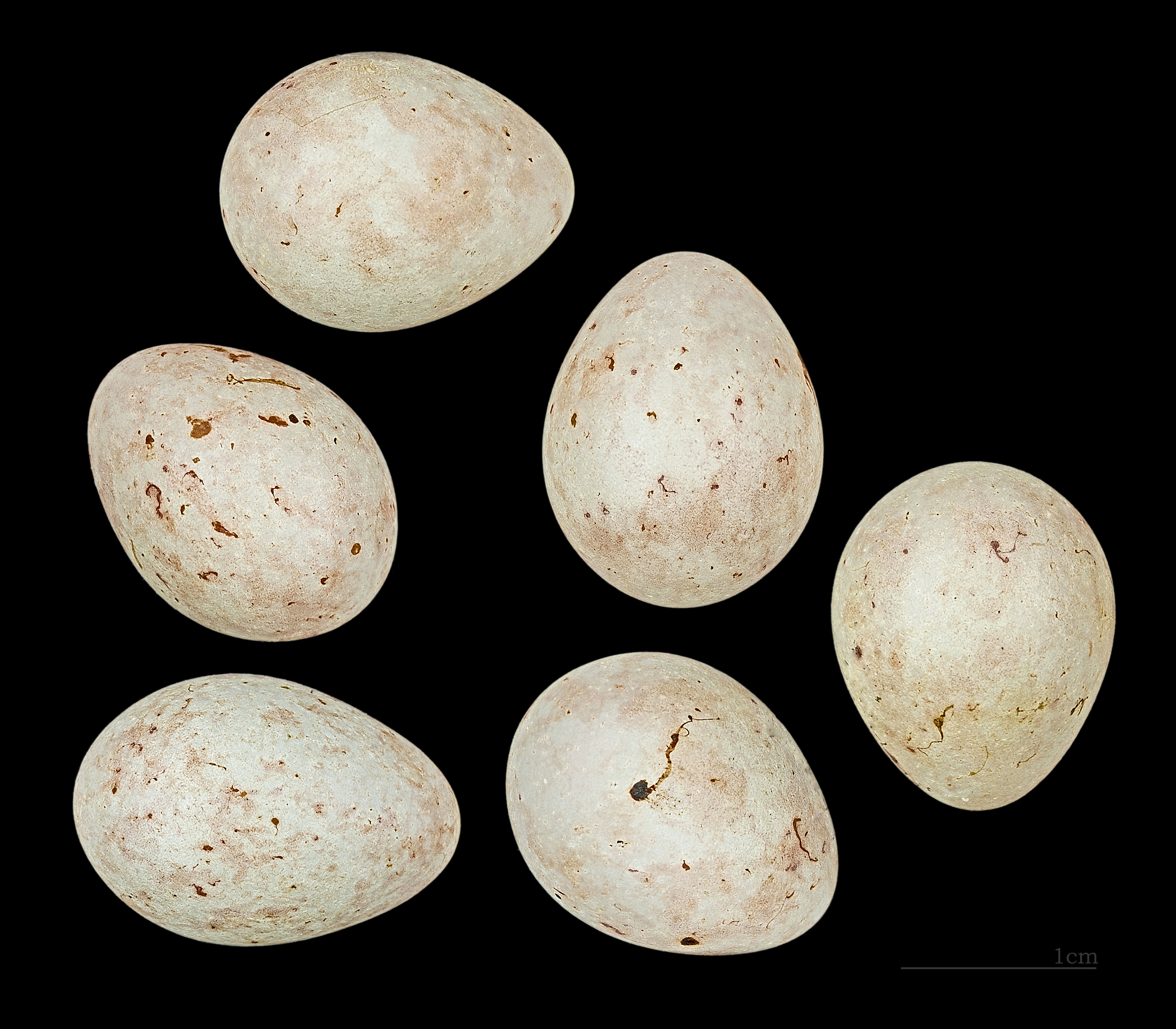
Fringilla montifringilla

Sẻ núi, tên khoa học Fringilla montifringilla, là một loài chim trong họ Fringillidae.